# Base de données des élites suisses
De base de données des élites suisses is een bibliografische databank die beheerd wordt door het Observatoire des élites suisses (OBELIS) van de Faculté des sciences sociales et politiques (de faculteit sociale en politieke wetenschappen) van de Université de Lausanne. 
De catalogus bevat zo'n 40.000 indices waarbij het OBELIS met de databank beoogt de vrouwen en mannen in machtsposities in de Zwitserse politieke, economische, bestuurlijke en academische wereld in de 20e en 21e eeuw te documenteren en bestuderen en daarmee een beter inzicht in de machtsverhoudingen te verwerven die de Zwitserse samenleving structureren. 
Daarnaast voert OBELIS onderzoek naar transnationale elites, met name op economisch gebied. 
Binnen OBELIS worden verschillende onderzoeksprojecten gevoerd, gefinancierd door de Zwitserse Nationale Wetenschapsstichting. Deze projecten werken op dezelfde cumulatieve databank, de base de données des élites suisses, die gegevens bevat over meer dan 40.000 personen behorend tot de politieke, economische, bestuurlijke en academische elite sinds het begin van de 20e eeuw.
De gegevensbank bevat biografische informatie met inbegrip van sociale afkomst, opleiding, loopbaan, familiebetrekkingen, militaire rang en lidmaatschap van bepaalde nationale sociale kringen voor elk van de gedocumenteerde individuen. De elite wordt bij OBELIS gedefinieerd op basis van positie of functie van de macht die deze personen bekleden. Afhankelijk van het domein waarin de personen actief waren, uit de politieke, economische, bestuurlijke of academische wereld, worden andere criteria gehanteerd. 
- De politieke elite omvat leden van de bondsraad, de bondsvergadering, de staatsraden van de 26 kantons, de leden van de besturen van de vier grootste Zwitserse steden (Zürich, Bern, Genève en Lausanne) en de leden van de bestuurscomités van de belangrijkste politieke partijen.
- De economische elite wordt gevormd door drie groepen, de topmanagers van de 110 grootste Zwitserse ondernemingen, met telkens de voorzitter en leden van de raad van bestuur en de algemeen directeur enerzijds, aangevuld met de bestuursleden van de zeven belangrijkste economische koepelorganisaties waaronder de Zwitserse Vereniging van Banken, de Zwitserse Werkgeversvereniging, de Zwitserse Boerenbond en de Zwitserse Federatie van Vakverenigingen en anderzijds buitenlandse personen behorend tot de transnationale elite.
- De administratieve elite wordt gevormd door de bondskanseliers en vicekanseliers van de bondskanselarij, de secretarissen-generaal van de federale departementen en hun plaatsvervangers, alle directeuren van de federale bureaus, de leden van de raad van bestuur van de Zwitserse Nationale Bank en de leden van het Federale Hooggerechtshof.
- De academische elite bevat alle gewone en buitengewone hoogleraren aan Zwitserse universiteiten (Bazel, Bern, Fribourg, Genève, Lausanne, Luzern, Neuchâtel, Sankt Gallen, Italiaanssprekend Zwitserland en Zürich) alsmede aan de twee federale technologische instituten in Zürich en Lausanne tot 2000, en vervolgens een kleinere steekproef voor de periode na 2000.